# Дегалогенування
Дегалогенува́ння (рос. дегалогенирование, англ. dehalogenation) — усунення галогенів з галогеновмісних сполук елімінуванням їхніх атомів: сусідніх — з утворенням кратних зв'язків, віддалених — з утворенням циклів, у міжмолекулярній реакції під дією металів — простого зв'язку, або заміщенням на атом Н під дією відновників:
{\displaystyle \mathrm {RC(Br){-}C(Br)R+Ca(OH)_{2}\longrightarrow RC{\equiv }CR+CaBr_{2}+2H_{2}O\ } }
{\displaystyle \mathrm {R{-}CH_{2}I{\xrightarrow {Zn+HCl}}\ RCH_{3}+HI} }